# Koksoak
Il fiume Koksoak (in francese rivière Koksoak e in inglese Koksoak River) è il maggior fiume del Nunavik nella provincia canadese del Québec. Il nome del villaggio e centro amministrativo Inuit che si trova sulle sue rive, Kuujjuag, si traduce con "grande fiume". Si pensa che Koksoak sia una forma scritta più antica del termine Inuktikut.
Il suo corso segna il confine orientale tra la penisola di Ungava e il resto del Labrador.